# Тортоса
Тортоса (шп. Tortosa) град је у Шпанији у аутономној заједници Каталонија у покрајини Тарагона. Према процени из 2017. у граду је живело 33 743 становника.

## Становништво
Према процени, у граду је 2017. живело 33 743 становника.
| 1991.  | 2001.  | 2017.  |
| ------ | ------ | ------ |
| 29.452 | 29.821 | 33.743 |

## Партнерски градови
- Авињон
- Ле Пиј ан Веле
- Alcañiz
- Тартус
- Верчели